# Doktryna Środka
Doktryna Środka – jedna z ksiąg wchodzących w skład Czteroksięgu konfucjańskiego. Jej autorstwo przypisuje się Zi Si, ale w powstała ona później. Pierwotnie był to jeden z rozdziałów Liji. W „Yiwen Zhi” Ban Gu, pierwszej obszernej bibliografii chińskiej jest już wymieniane jako oddzielny traktat. Cesarz Wu (502 - 549) z dynastii Liang miał do niego napisać komentarz. Księga daje konfucjańskiej filozofii społecznej metafizyczne uzasadnienie.
Jest to chyba najgłębszy, najbardziej filozoficzny, metafizyczny i religijny tekst spośród wszystkich dzieł starożytnej literatury konfucjańskiej. To również praca, w której skupiają się niektóre główne idee konfucjanizmu, buddyzmu i taoizmu, pod wieloma względami służy jako pomost między tymi ideologiami.
Zaczyna się podobnie jak „Wielka Nauka”, od ogólnego podsumowania poglądów, które zostaną później w komentarzach dokładnie i w sposób obrazowy przedstawione. Całość rozpoczyna się od słów: „wola nieba nazywa się naturą, przejawy natury nazywają się drogą (Dao), poznawanie drogi nazywa się wychowaniem”. Człowiek jest cząstką natury i dlatego jego rozwój umysłowy powinien polegać na poznaniu i zrozumieniu Dao. Drogą człowieka powinna być droga natury. „Środek” to w odniesieniu do człowieka postawa polegająca na umiarze, równowadze i spokoju. Będąc pośrodku, szlachetny człowiek jest w stanie uchwycić i poznać całą harmonię świata i zrozumieć, co leży u jego podstaw. A podstawą jest to, co nieporuszone, czyli stałość natury i jej przejawów. Tytuł znaczy tyle co „centralna harmonia”, można znaleźć też jego tłumaczenia jako: „złoty środek” i „niezmienna oś”.